# Wstawaj, szkoda dnia (program radiowy)
Wstawaj, szkoda dnia – poranna audycja nadawana w radiu RMF FM od 1 września 1999 roku, od poniedziałku do piątku od 5:30 do 9:00 (krótko jesienią 2004 od 6:30 do 9:30). Zastąpiła na antenie audycję Ni w 5 ni w 9.
Początkowo była nadawana od 5:00 do 9:00, z tym, że pierwszą godzinę (5:00-6:00) prowadziła Beata Fiedorow. Pierwszymi prowadzącymi byli Tadeusz Sołtys i Michał Kubik. Po odejściu Kubika z RMF w 2001 zastąpił go na parę miesięcy Piotr Urbaniak. Wiosną 2004 roku Tadeusz Sołtys zrezygnował z prowadzenia poranka. Jego miejsce zajął duet: Sylwia Paszkowska i Przemysław Skowron. We wrześniu 2004 audycję zaczęła prowadzić samotnie Paszkowska. Po dziesięciu tygodniach jej miejsce zajęli Witold Lazar, Przemysław Skowron, Tomasz Olbratowski i Marcin Ziobro. Od 2 września 2013 audycję prowadzili Przemysław Skowron i Robert Karpowicz, który zastąpił Witolda Lazara. W lutym 2014 dołączył do nich Tomasz Olbratowski, którego felietony można usłyszeć od poniedziałku do piątku około 7:50. Od 31 sierpnia 2015 program prowadzą Przemysław Skowron, Mariusz Kałamaga i Tomasz Olbratowski, od lipca 2016 do maja 2017 w gronie gospodarzy programu był Kamil Baleja. Od 1 września 2023 do prowadzących dołączył na stałe dołączył Jacek Tomkowicz.
Podczas programu ze zwiększoną częstotliwością emitowane są Fakty RMF FM (co pół godziny). O 6:30 i 8:30 nadawane są Fakty sportowe, a o 7:30 Fakty ekonomiczne. Po Faktach o 8:00 od września 2016 nadawana jest Poranna rozmowa w RMF FM prowadzona przez Roberta Mazurka do 23 grudnia 2024. Od 7 stycznia 2025 rozmowę prowadzi Tomasz Terlikowski.
W okresie wakacji, audycja jest nadawana pod tytułem Wstawaj szkoda lata (choć w 2012 użyty był tytuł Poranki są gorące).